# 3361 Orpheus
3361 Orpheus (1982 HR) là một tiểu hành tinh Apollo, được Carlos Torres phát hiện vào ngày 24 tháng 4, năm 1982 tại Đài thiên văn Cerro El Roble. Độ lệch tâm quỹ đạo tiểu hành tinh này đi qua Sao Hỏa, Trái Đất, và phương pháp tiếp cận Sao Hỏa rất tốt. 